# Das Wunder (2022)
Das Wunder (Originaltitel The Wonder) ist ein Historienfilm von Sebastián Lelio aus dem Jahr 2022. Er basiert auf dem gleichnamigen Roman von Emma Donoghue und stellt das Phänomen der „Fastenmädchen“ im 19. Jahrhundert in den Mittelpunkt. Die Hauptrolle übernahm Florence Pugh.
Die internationale Koproduktion zwischen den USA, dem Vereinigten Königreich und Irland wurde am 2. September 2022 beim US-amerikanischen Telluride Film Festival uraufgeführt und beim Streamingdienst Netflix am 16. November 2022 veröffentlicht.

## Handlung
Die Geschichte spielt sich in den irischen Midlands im Jahr 1862 ab. Die elfjährige Anna O’Donnell hat seit vier Monaten, seit ihrer Erstkommunion, keine Nahrung mehr zu sich genommen, scheint aber bei guter Gesundheit zu sein.
Die Krankenschwester Elizabeth „Lib“ Wright wird zu Anna geschickt, um sie zwei Wochen lang Tag und Nacht zu überwachen. Eine Nonne, Schwester Michael, unterstützt sie dabei. Beide wechseln sich ab und sollen ihre Ergebnisse unabhängig voneinander einer lokalen Kommission vorlegen. Zur Kommission gehören unter anderen ein Arzt, ein Pfarrer und der Besitzer des Landes, auf dem das Haus der O’Donnells steht. Sie möchten sich gerne von Wright das Wunder bestätigen lassen.
Anna wirkt auf Lib gesund und erklärt, sie werde durch „Manna vom Himmel“ am Leben erhalten. Anzeichen für eine Täuschung lassen sich nicht erkennen. Anna betet oft und erwähnt immer wieder das Schicksal der Verdammten in der Hölle. Elizabeth, die immer noch um den Tod ihres einzigen Kindes trauert, nimmt Laudanum, um schlafen zu können.
In ihrer Unterkunft trifft Elizabeth auf den Journalisten des Daily Telegraph William Byrne. Er berichtet in der Zeitung über die Geschichte, die er für einen Betrug hält. Wright und William gehen eine Beziehung ein.
Elizabeth stellt fest, dass die Mutter Anna jeweils einen Gute-Nacht-Kuss auf den Mund gibt, während sie ihr Gesicht umfasst. Sie verbietet der Familie jeglichen körperlichen Kontakt. Die Trennung von den Berührungen ihrer Familie verschlechtert Annas Zustand schnell. William schreibt einen Artikel, in dem er Annas Familie und der Gemeinde die Schuld für den zu erwartenden Tod des Mädchens gibt.
Lib vermutet, dass die Mutter mit ihren Küssen heimlich gekautes Essen an Anna weitergegeben hat, und Anna gibt zu, dass sie auf diese Weise Nahrung erhalten hat. Sie offenbart die Gründe für ihr Fasten: Ihr älterer Bruder hat sie oft sexuell missbraucht. Sie fühlt sich schuldig und führt seinen Tod auf Gottes Zorn zurück. Anna möchte die Seele ihres Bruders aus der Hölle retten und ist bereit, dafür ihr Leben zu opfern.
Elizabeth informiert die Kommission über ihre Beobachtungen, aber man glaubt ihr nicht. Schwester Michael gibt an, für Elizabeths Aussagen keine Beweise gefunden zu haben. Auch Anna wird vom Rat befragt, aber das Mädchen wiederholt, dass sie nur von Manna ernährt werde.
Im Wissen, dass Anna mit Sicherheit sterben wird, wenn sie nicht bald isst, bittet Elizabeth die Familie, etwas zu unternehmen. Zumindest soll die Mutter die Küsse wieder aufnehmen. Diese weigert sich und sagt, dass nach Annas heiligem Tod ihre beiden Kinder im Himmel sein werden. Lib überredet William, ihr bei einem Rettungsplan für Anna zu helfen. Nachdem die Familie das Haus verlassen hat, um zur Messe zu fahren, fragt Anna Elizabeth, ob sie nun sterben werde. Lib erklärt ihr, dass „Anna“ nun sterben werde, sie werde aber als neunjähriges Mädchen „Nan“ wieder aufwachen, dem nie etwas Böses widerfahren sei. Sie trägt die sterbende Anna zu einem nahe gelegenen, heiligen Clootie-Brunnen, wo das Mädchen zu sterben scheint. Als sie wieder zu sich kommt, gelingt es Elizabeth, ihr etwas zu essen zu geben. Sie kehrt allein zum Haus zurück und legt Feuer, das Haus brennt nieder. Durch das Feuer zerstört sie absichtlich auch ihre Laudanumflasche.
Dem Rat erzählt Lib, dass Anna eines natürlichen Todes gestorben und das Feuer durch eine versehentlich umgestoßene Lampe ausgebrochen sei. Besorgt über seine eigene mögliche Schuld an Annas Tod und da sich in den Ruinen des Hauses nicht einmal Knochen finden, die man medienwirksam beisetzen könnte, entlässt der Rat Elizabeth ohne Bezahlung. Schwester Michael erzählt Elizabeth, dass sie, nachdem sie die Messe vorzeitig verlassen habe, auf dem Weg zum Haus eine Vision gehabt habe: Ein Engel sei mit Anna fortgeritten. Sie bittet Elizabeth, ihr zu versprechen, dass Anna an einen besseren Ort gegangen ist. In einem Zeitungsbericht heißt es, Anna sei «in absentia» für tot erklärt worden, niemand werde angeklagt.
In Dublin trifft Lib auf William und Nan, die ihre Gesundheit wiedererlangt hat. Die drei geben sich als Familie Cheshire aus und besteigen ein Schiff nach Sydney. Zum Schluss schwenkt die Kamera aus den Kulissen wieder zur Halle, wo der Film begonnen hat.

## Entstehungsgeschichte

### Literarische Vorlage

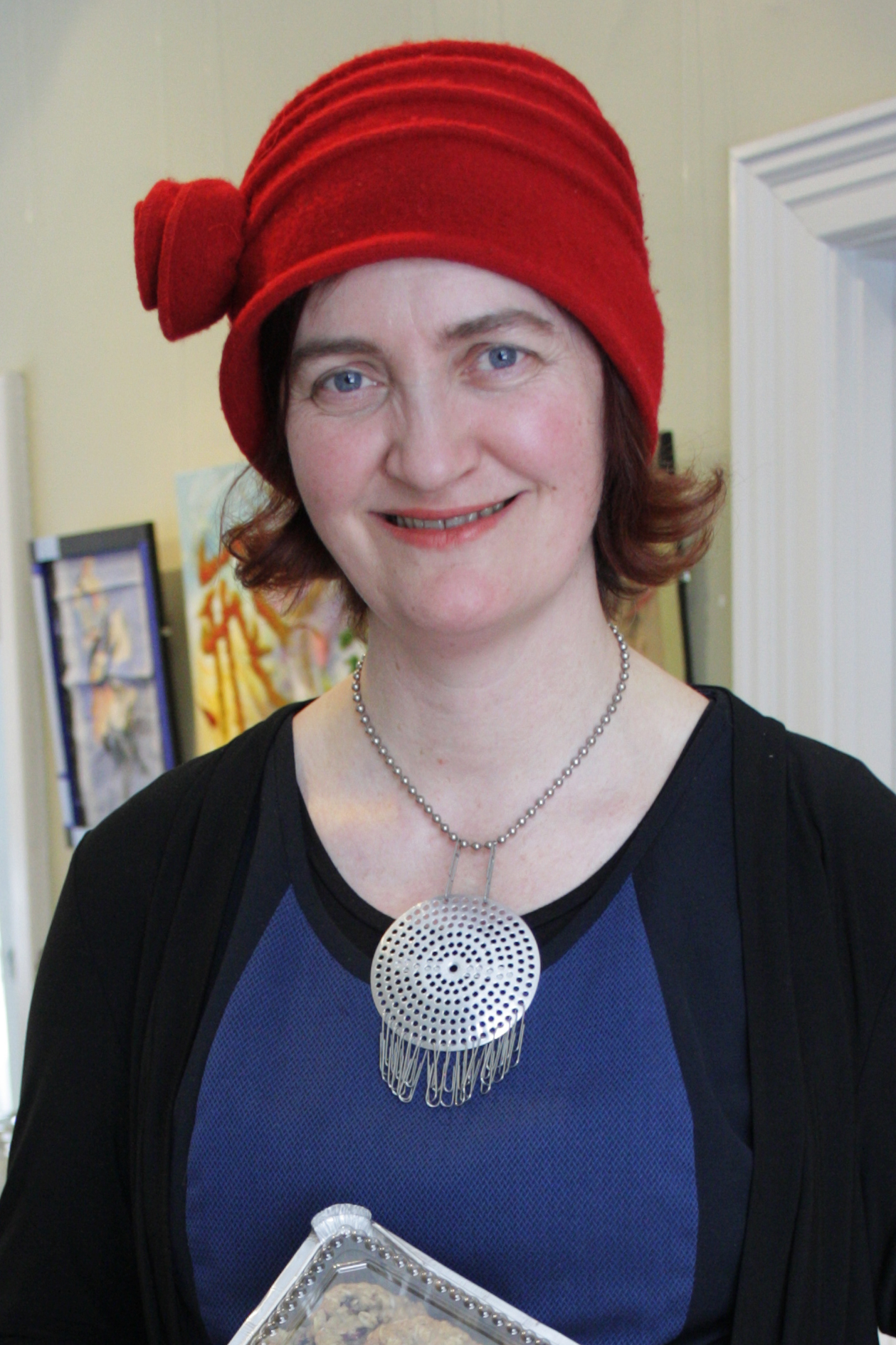
Romanautorin Emma Donoghue (2015)

Der Stoff basiert auf dem 2016 veröffentlichten Roman The Wonder der irischstämmigen Autorin Emma Donoghue. Eine deutsche Übersetzung von Thomas Mohr erschien ein Jahr später unter dem Titel Das Wunder (2017). Es handelt sich um Donoghues neunten Roman und ihr erstes historisches Werk, das in ihrer Heimat Irland spielt. Eigenen Angaben zufolge sei sie Mitte der 1990er-Jahre auf das Phänomen der sogenannten „Fastenmädchen“ (engl.: Fasting Girls) gestoßen und sofort fasziniert davon gewesen. Donoghue erinnerten die etwa 50 Fälle, die zwischen dem 16. bis 20. Jahrhundert in vielen westlichen Ländern auftraten, an mittelalterliche Heilige sowie an magersüchtige Personen aus der Gegenwart, auch wenn sie wusste, dass man beide Gruppen nicht in einen Topf werfen durfte. Entgegen ihrer üblichen Vorgehensweise, einen historischen Roman auf Basis eines realen Falls zu verfassen, entschloss sich Donoghue zwanzig Jahre später dazu, eine passende Geschichte zu erfinden. Tatsächliche Fälle wie der des verhungerten walisischen Mädchens Sarah Jacob (1857–1869) erschienen ihr als zu tragisch, jener um beispielsweise die englische Betrügerin Ann Moore (1761–1813) als gering zu schätzende Komödie. Als Handlungsort wählte Donoghue Irland aus, auch wegen der großen Hungersnot zwischen 1845 und 1849.
The Wonder war ein Bestseller in der kanadischen Heimat der Autorin und wurde für diverse Literaturpreise nominiert, darunter der kanadische Giller-Preis, der irische Kerry Group Irish Fiction Award und der US-amerikanische Shirley Jackson Award.

### Filmadaption

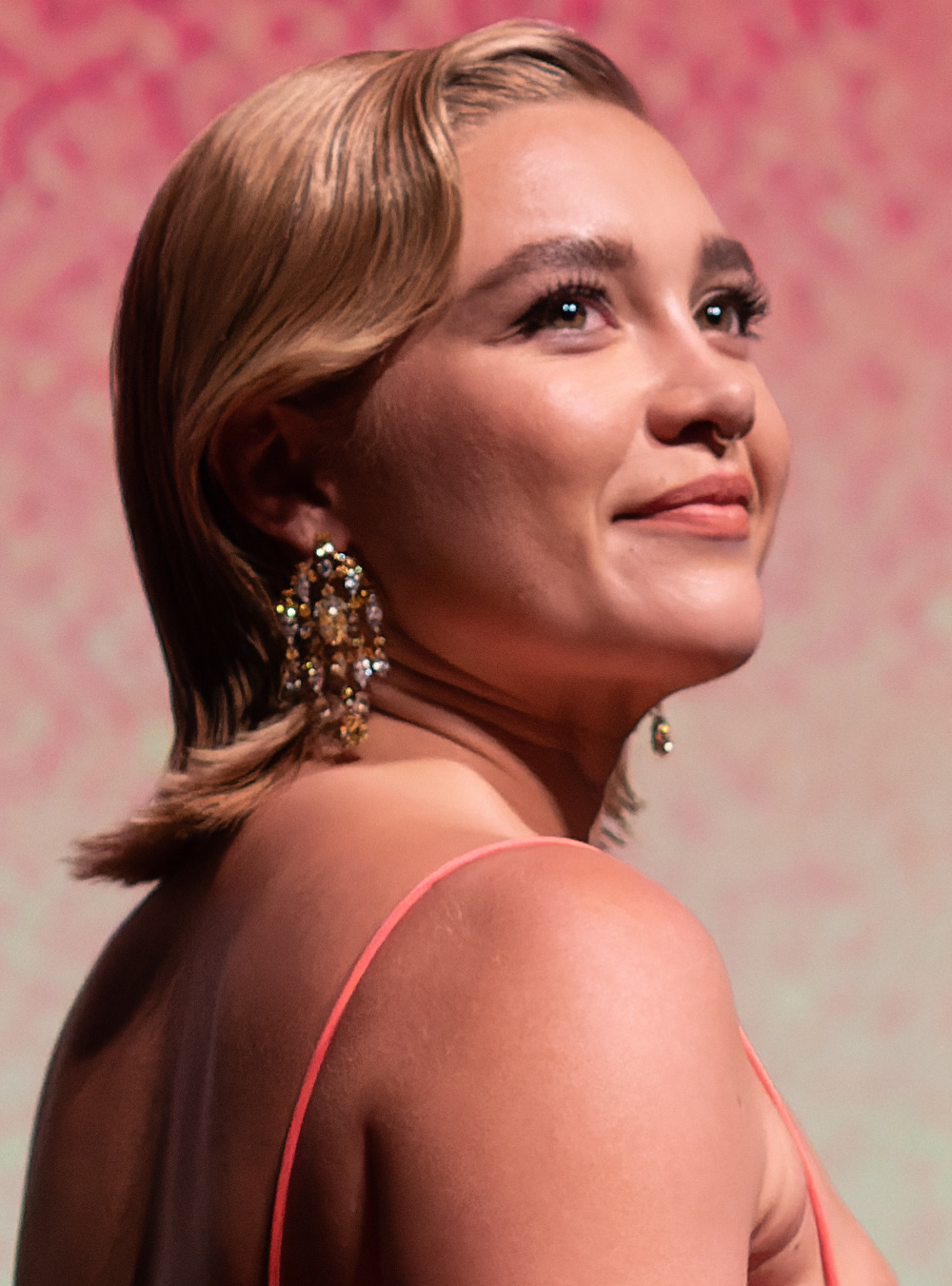
Hauptdarstellerin Florence Pugh, 2022, an der britischen Premiere des Films

Das Projekt wurde im April 2021 angekündigt. Die Regie übernahm der chilenische Regisseur Sebastián Lelio, der gemeinsam mit Emma Donoghue und der britischen Dramatikerin und Drehbuchautorin Alice Birch den Roman für die Leinwand adaptierte. Bereits in einem frühen Projektstadium wurde die Hauptrolle der Lib Wright an die britische Schauspielerin Florence Pugh vergeben. Zum Schauspielensemble gehören weiter die britischen bzw. irischen Darsteller Tom Burke, Niamh Algar, Elaine Cassidy, Toby Jones, Dermot Crowley, Brían F. O’Byrne und Ciarán Hinds. Der Part der 11-jährigen Anna O’Donnell wurde mit Cassidys Tochter Kíla besetzt.
Die Dreharbeiten begannen Anfang August 2021 und waren für sieben Wochen in Dublin und Wicklow angesetzt. Das Filmteam folgte den in der COVID-19-Pandemie üblichen Hygienemaßnahmen, indem es u. a. Gesichtsmasken verwendete.
Das Wunder wurde von Tessa Ross und Juliette Howell (House Productions) und mit Ed Guiney und Andrew Lowe (Element Pictures) gemeinsam mit Netflix produziert. Im Zuge der durch die COVID-19-Pandemie verursachten erhöhten Versicherungskosten für das Projekt und weil es sich um einen teuren Historienfilm handelte, hatten sich die Produzenten im Frühjahr 2021 an das Londoner Büro des US-amerikanischen Streaminganbieters gewandt. Schnell hatte man sich auf eine Zusammenarbeit geeinigt, die erste zwischen Netflix und der irischen Filmindustrie. Laut Guiney sei es in Pandemiezeiten nicht möglich gewesen, Das Wunder als unabhängiges irisches Filmprojekt auf den Weg zu bringen. Er hatte bereits zuvor mit Raum (2015) einen früheren Roman Donoghues erfolgreich verfilmt. Auch dort hatte ein Kind eine Schlüsselfigur gespielt. Als Executive Producer traten u. a. die Romanautorin selbst und der US-amerikanisch-britische Oligarch Len Blavatnik in Erscheinung.

## Veröffentlichung und Rezeption
Die Uraufführung fand am 2. September 2022 im Rahmen des Filmfestivals von Telluride statt. Der Film wurde ab dem 16. November 2022 von Netflix veröffentlicht. Zuvor gab es weitere Aufführungen im September bei den internationalen Filmfestivals von Toronto und San Sebastián.
Von den bei Rotten Tomatoes nach der Premiere aufgeführten ein halbes Dutzend Kritiken sind 85 Prozent positiv („fresh“). Auf der Website Metacritic erhielt Das Wunder eine etwas bessere Bewertung von 72 Prozent Zuspruch, basierend auf etwas weniger als einem halben Dutzend ausgewerteter englischsprachiger Kritiken. Dies entspricht „allgemein positive Bewertungen“ („Generally favorable reviews“).

## Auszeichnungen
Das Wunder wurde in der Filmpreissaison 2022/23 bisher für über zwei Dutzend internationale Film- bzw. Festivalpreise nominiert, von denen das Werk zwei Auszeichnungen gewinnen konnte.
| Filmfestival/-preis (Auswahl)           | Kategorie                                     | Resultat  | Preisträger/ Nominierte                                                                          |
| --------------------------------------- | --------------------------------------------- | --------- | ------------------------------------------------------------------------------------------------ |
| British Academy Film Awards 2023        | Bester britischer Film                        | Nominiert | Sebastián Lelio, Emma Donoghue, Alice Birch, Juliette Howell, Andrew Lowe, Tessa Ross, Ed Guiney |
| British Independent Film Awards 2022    | Bester britischer Independent-Film            | Nominiert | Sebastián Lelio, Emma Donoghue, Alice Birch, Juliette Howell, Andrew Lowe, Tessa Ross, Ed Guiney |
| British Independent Film Awards 2022    | Beste Regie                                   | Nominiert | Sebastián Lelio                                                                                  |
| British Independent Film Awards 2022    | Bestes Drehbuch                               | Nominiert | Sebastián Lelio, Alice Birch, Emma Donoghue                                                      |
| British Independent Film Awards 2022    | Beste Hauptrolle                              | Nominiert | Florence Pugh                                                                                    |
| British Independent Film Awards 2022    | Beste Nachwuchsdarstellerin                   | Nominiert | Kíla Lord Cassidy                                                                                |
| British Independent Film Awards 2022    | Beste Kamera                                  | Nominiert | Ari Wegner                                                                                       |
| British Independent Film Awards 2022    | Bestes Kostümdesign                           | Nominiert | Odile Dicks-Mireaux                                                                              |
| British Independent Film Awards 2022    | Bestes Make-up und Frisuren                   | Nominiert | Morna Ferguson, Lorry Ann King                                                                   |
| British Independent Film Awards 2022    | Bestes Szenenbild                             | Nominiert | Grant Montgomery                                                                                 |
| British Independent Film Awards 2022    | Beste Filmmusik                               | Gewonnen  | Matthew Herbert                                                                                  |
| British Independent Film Awards 2022    | Bester Ton                                    | Nominiert | Hugh Fox, Ben Baird                                                                              |
| British Independent Film Awards 2022    | Bestes Schauspielensemble                     | Nominiert |                                                                                                  |
| London Critics’ Circle Film Awards 2023 | Beste britische/irische Darstellerin          | Gewonnen  | Florence Pugh                                                                                    |
| London Critics’ Circle Film Awards 2023 | Bester britischer/irischer Film               | Nominiert | k. A.                                                                                            |
| London Critics’ Circle Film Awards 2023 | Beste Hauptdarstellerin                       | Nominiert | Florence Pugh                                                                                    |
| London Critics’ Circle Film Awards 2023 | Bester Nebendarsteller                        | Nominiert | Tom Burke                                                                                        |
| London Critics’ Circle Film Awards 2023 | Beste britische/irische Nachwuchsdarstellerin | Nominiert | Kíla Lord Cassidy                                                                                |
| London Critics’ Circle Film Awards 2023 | Beste technische Leistung                     | Nominiert | Nina Gold (Casting)                                                                              |
| National Board of Review Awards 2022    | Top-Ten-Filme                                 | Gewonnen  | k. A.                                                                                            |
| Festival von San Sebastián 2022         | Goldene Muschel – Bester Film                 | Nominiert | Sebastián Lelio                                                                                  |